# بولونگوئرا
بولونگوئرا (به لاتین: Bolongueira) یک منطقهٔ مسکونی در آنگولا است که در Chongorói واقع شده‌است.